# Veuve de paradis
Vidua paradisaea
Espèce
Statut de conservation UICN

 LC  : Préoccupation mineure
Pour les articles homonymes, voir Veuve.
La Veuve de paradis (Vidua paradisaea) est une espèce de passereaux de la famille des Viduidae africain.

## Description
En plumage nuptial, le mâle est très caractéristique avec quatre longues rectrices recourbées vers l'avant et deux autres plus petites et arrondies dont les hampes s'écartent de la base de la queue. Il atteint alors une longueur totale de 37 à 40 cm.
En plumage internuptial, le mâle perd ses longues rectrices et son fort contraste entre le noir velouté et le roux et l'orangé qui donnent un caractère attirant à son plumage. Il ressemble alors à la femelle avec ses apparences terne, zébrée d'un brun grisâtre semblable à celle d'un moineau. Il est cependant marqué de façon plus nette que la femelle sur la tête, le dos, les ailes et la poitrine. À ce stade, il mesure, tout comme elle, environ 15 cm.

## Galerie

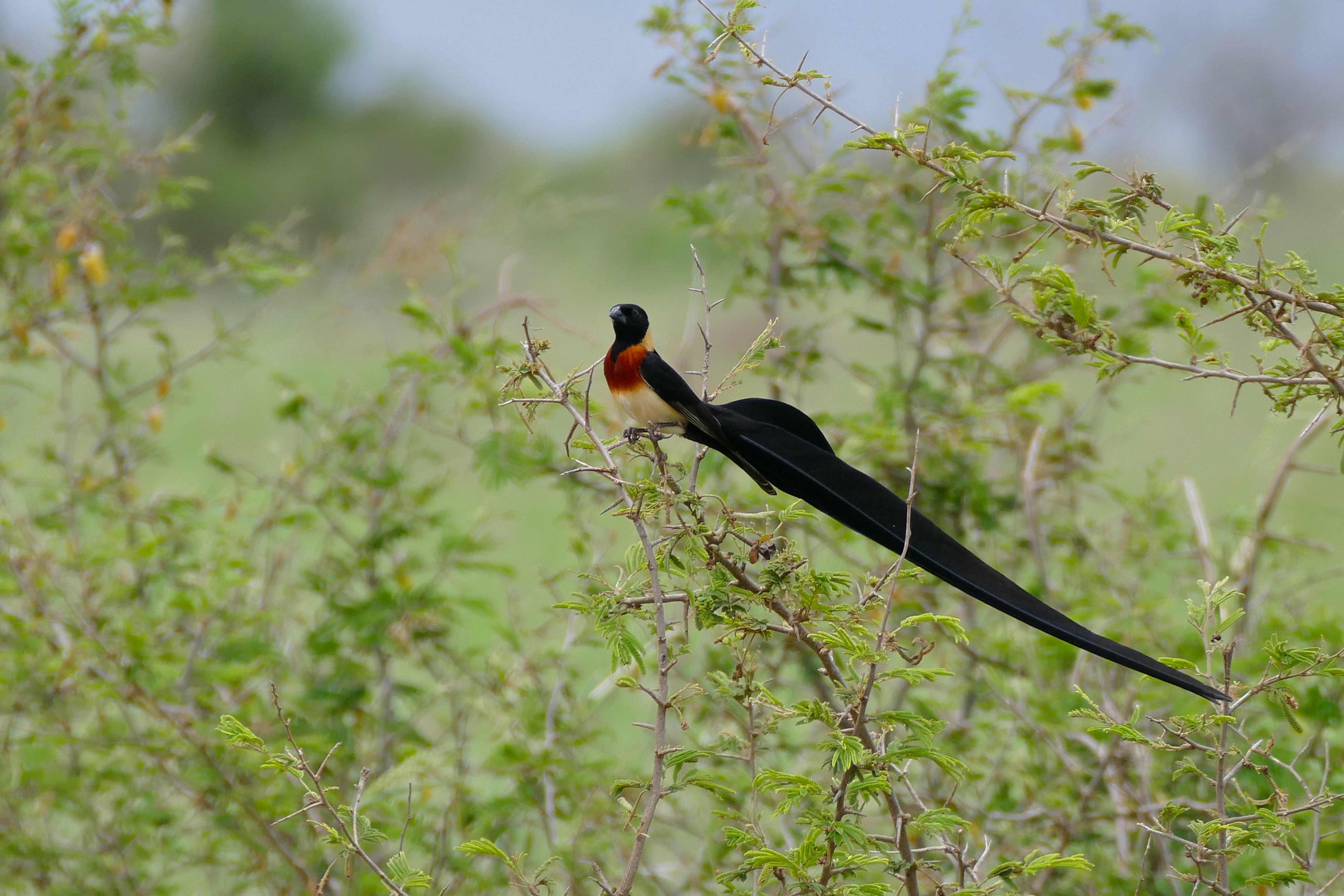
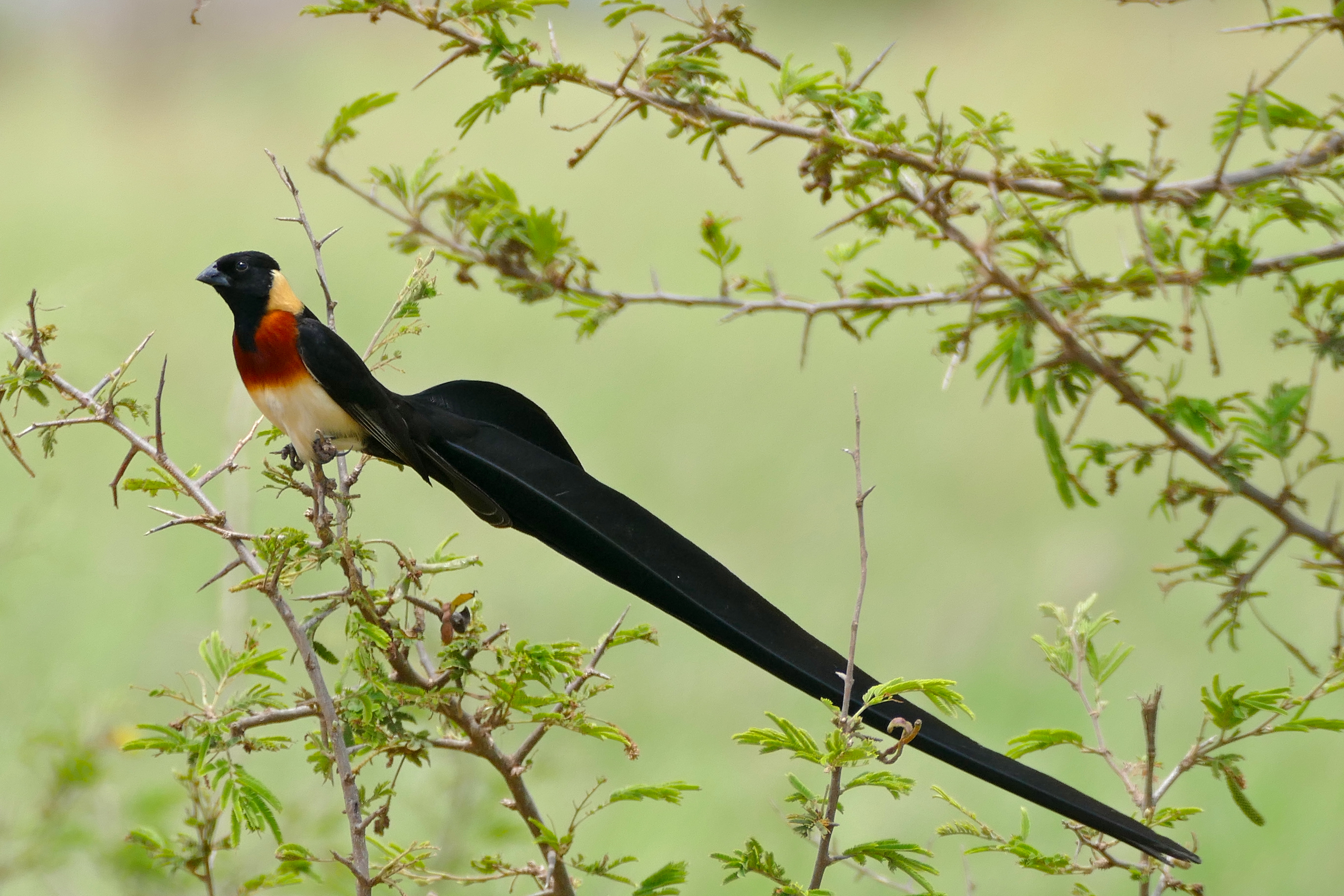
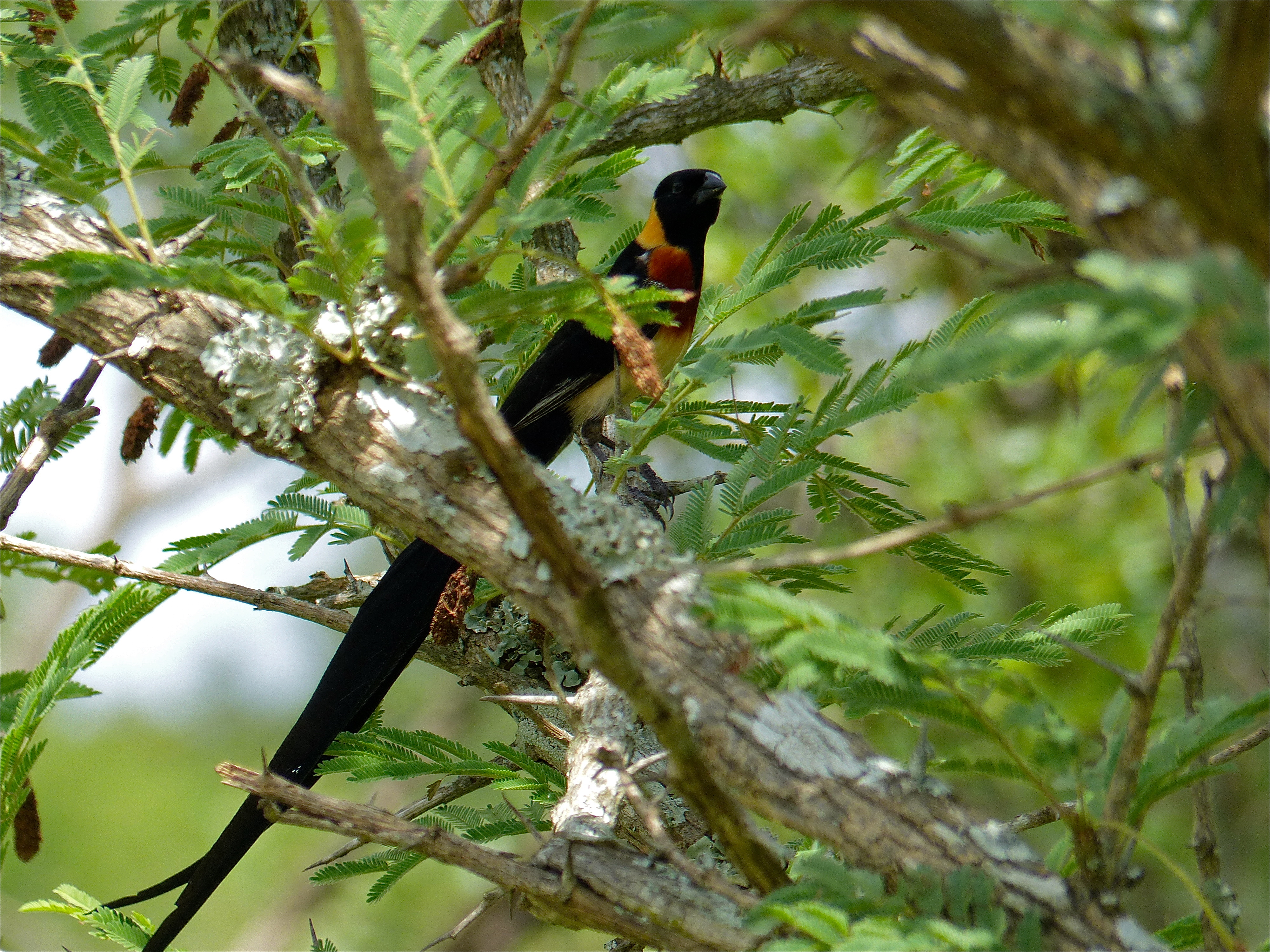
Mâle
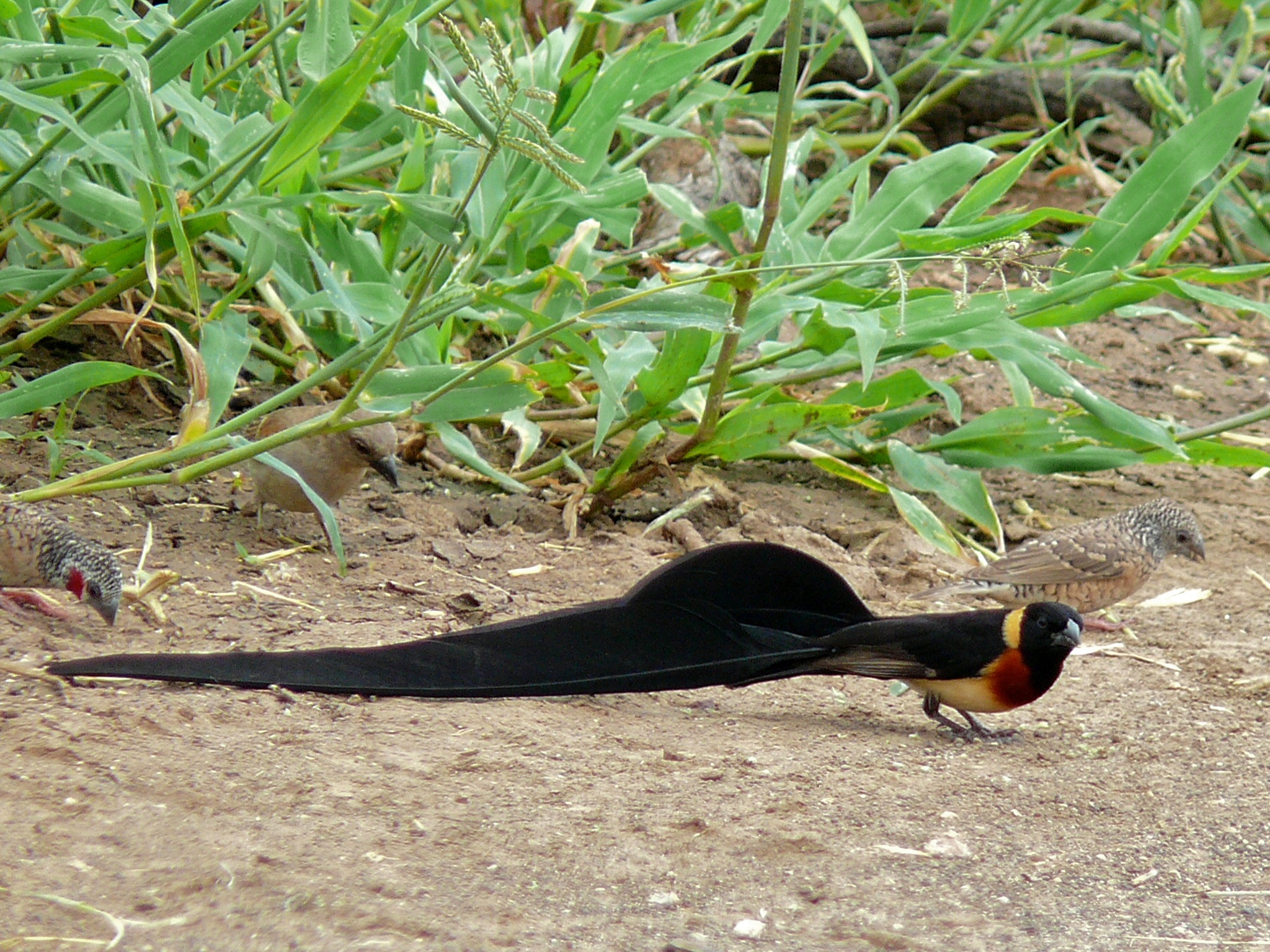